# Nicoletiidae
Los nicoletíidos (Nicoletiidae) son una familia primitiva de insectos pertenecientes al orden Zygentoma. Es una familia muy estrechamente relacionada con Lepidotrichidae.

## Morfología
Sus características comunes al resto de los tisanuros incluyen:cuerpo aplastado, cercos largos y filamento mediano, y ojos compuestos separados. Los nicoletíidos son además ciegos y con depigmentación parcial o completa.

## Distribución
Se distribuyen en todas las regiones zoogeográficas.

## Taxonomía
Se reconocen dos subfamilias:
- Los atelurinos, de cuerpo corto, ovoide y con escamas, que son mirmecófilos y termitófilos (habitan en nidos de hormigas y termitas).
- Los nicoletiinos, con cuerpo alargado y predominantemente sin escamas, que habitan en la hojarasca en descomposición, bajo las rocas, en el suelo o en cuevas. Comprenden en la actualidad 18 géneros y más de 70 especies.

### Diversidad de criterios taxonómicos
La taxonomía a nivel de familia, subfamilia y, en algunos casos, de género, es actualmente objeto de discusión:
- Wygodzinksy (1963, 1980) designa a los nicoletiinos como subfamilia de Nicoletiidae, al igual que los atelurinos.
- Paclt (1963) incluye a Nicoletiinae y Atelurinae juntos como una sola subfamilia de Nicoletiidae.
- Mendes (1988) propone a Nicoletiinae como familia, con cinco subfamilias, e incluye en Nicoletiidae el género Hematelura, el cual posee características intermedias entre Atelurinae y Nicoletiinae. Precisamente la posición intermedia de Hematelura ha sido la razón generalmente aceptada por la que Nicoletiinae y Atelurinae no han alcanzado el rango de familia.
- Smith (1998) ha establecido la última revisión a nivel mundial, en la cual se mantienen los criterios de Wygodzinsky. Reconoce a las cinco subfamilias propuestas por Mendes, pero las baja al nivel de género.

### Géneros
- Anelpistina
- Atelura
- Battigrassiella
- Canariletia
- Coletinia
- Cubacubana
- Nicoletia
- Prosthecina
- Squamigera
- Texoreddellia